# اچ‌ام‌ای‌اس گرانتالا
اچ‌ام‌ای‌اس گرانتالا (به انگلیسی: HMAS Grantala) یک کشتی بود که طول آن ۳۵۰ فوت (۱۰۷ متر) بود. این کشتی در سال ۱۹۰۳ ساخته شد.